# Піргора
Піргора́ (рос. Пиргора) — село в Кіровському районі Ленінградської області, Росія.